# Ponarejevalci
Ponarejevalci (nemško Die Fälscher) je avstrijsko-nemški dramski film iz leta 2007, ki ga je režiral in zanj napisal scenarij Stefan Ruzowitzky. Temelji na spominih Adolfa Burgerja, slovaškega judovskega tipografa, ki so ga leta 1942 zaprti zaradi ponarejevanja krstnih potrdil za reševanje Judov pred deportacijo. V glavnih vlogah nastopajo Karl Markovics, August Diehl in Devid Striesow. Zgodba se nanaša na operacijo Bernhard, skrivni nacistični načrt med drugo svetovno vojno, da bi destabilizirali Združeno kraljestvo s preplavljenem britanskega trga s ponarejenimi funti. Film se osredotoča na judovskega ponarejevalca Salomona »Sallyja« Sorowitscha (Markovics), ki ga v koncentracijskem taborišču Sachsenhausen prisilijo v sodelovanje. 
Film je bil premierno prikazan 22. marca 2007 v nemških kinematografih in dan kasneje v avstirjskih. Naletel je na dobre ocene kritikov in prinesel več kot 20 milijonov USD prihodka od prodaje vstopnic. Na 80. podelitvi je bil kot prvi avstrijski film nagrajen z oskarjem za najboljši tujejezični film. Nominiran je bil za zlatega medveda na Mednarodnem filmskem festivalu v Berlinu in osvojil nemško filmsko nagrado za najboljšega stranskega igralca (Striesow), nominiran pa je bil še za najboljšo fotografijo, kostumografijo, scenografijo, scenarij, film in glavnega igralca (Markovics). Josh Rosenblatt iz The Austin Chronicle ga je uvrstil na četrto mesto najboljših filmov leta 2008, Ella Taylor iz LA Weekly pa na osmo mesto.

## Vloge
- Karl Markovics kot Salomon Sorowitsch (Salomon Smolianoff)
- August Diehl kot Burger (Adolf Burger)
- Devid Striesow kot Sturmbannführer Herzog (Bernhard Krüger)
- Veit Stübner kot Atze
- Sebastian Urzendowsky kot Karloff/Kolya
- August Zirner kot dr. Klinger
- Martin Brambach kot Hauptscharführer Holst
- Andreas Schmidt kot Zilinski
- Tilo Prückner kot Hahn
- Lenn Kudrjawizki kot Loszek